# Crostini
Crostini (Pl. von crostino = Diminutiv von crosta, „Kruste“) sind ein Gericht der italienischen Küche.

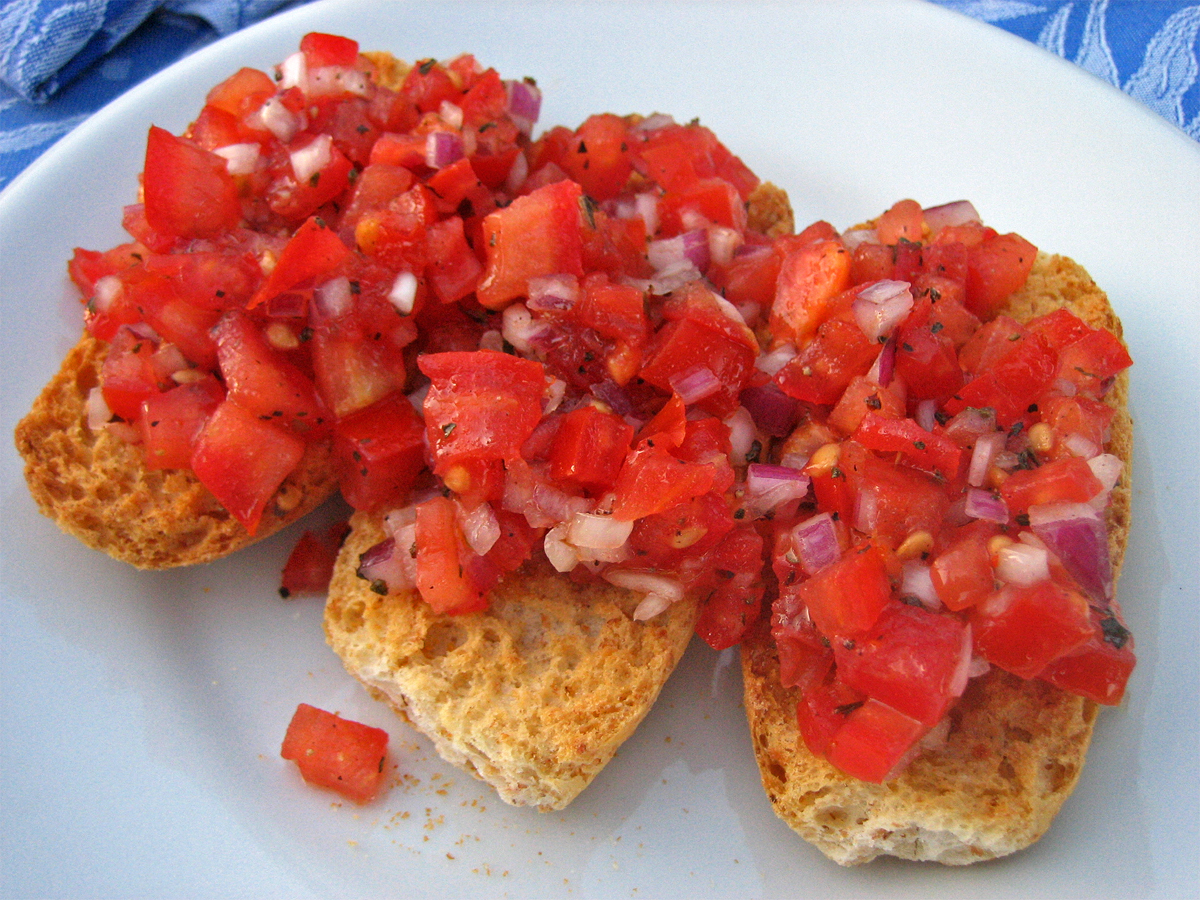
Crostini mit Tomatenwürfeln und Zwiebeln

Das Grundrezept besteht darin, dass Scheiben von Landbrot aus Weizenmehl oder je nach Region anderen Getreidesorten mit Knoblauch eingerieben, geröstet und vor dem Verzehr mit Olivenöl beträufelt werden. Crostini werden im Unterschied zu Bruschetta erst belegt und dann gebacken.
Dieses Rezept wird nun verschiedentlich variiert:
- Crostini mit frischen Tomatenwürfeln
- Crostini mit gebratener Hühnerleber
- Crostini mit Parmaschinken
- Crostini mit Aufstrich aus Oliven, Sardellen oder Thunfisch